# HMS Sceptre (S104)
El HMS Sceptre (S104) fue un submarino nuclear de la clase Swiftsure de la Marina Real británica en servicio de 1978 a 2010. Fue el décimo submarino de la flota nuclear en entrar en servicio con la Marina Real británica. Fue dado de baja el 10 de diciembre de 2010, momento en el que era el buque comisionado más antiguo de la Marina Real británica que aún estaba disponible para el servicio; en total alrededor de 1.500 hombres sirvieron a bordo durante su comisión. En teoría, fue reemplazado por el primer submarino de la clase Astute, HMS Astute.

## Historial de servicio

### Colisión con un submarino soviético en 1981
Sceptre ha sufrido varios accidentes graves en su carrera. El 23 de mayo de 1981 chocó con un submarino soviético (K-211) y los sistemas de protección de su reactor habrían realizado un apagado automático de emergencia (bloquearon el reactor), pero su capitán ordenó anular los mecanismos de seguridad (battleshort habilitado). Se le dijo a la tripulación que dijera que habían chocado contra un iceberg.
Gran parte de la carcasa exterior delantera del Sceptre fue arrancada; hubo daños en la aleta con el puente ya no allí; y la hélice del barco ruso había cortado el casco de presión. Este incidente se reveló cuando David Forghan, ex oficial de armas de Sceptre, dio una entrevista televisiva que se transmitió el 19 de septiembre de 1991. El submarino soviético que chocó fue el K-211 de la clase Delta III , que el 23 de mayo de 1981 chocó con un submarino desconocido, identificado en ese momento como un submarino estadounidense desconocido de clase Sturgeon.

### Reforma de 1987
En 1987, el HMS Sceptre fue equipado con un núcleo de reactor mejorado (Core Z). En marzo de 1990, hubo una fuga de refrigerante mientras Sceptre estaba en Devonport. El 20 de octubre de 1991, hubo un incendio a bordo mientras el barco estaba amarrado en Faslane. En agosto de 1995 Sceptre se vio obligada a abortar su patrulla y regresar a Faslane tras sufrir, en palabras del Ministerio de Defensa, "un fallo no especificado en el sistema de propulsión". En 1998 se descubrió un defecto en el reactor de Sceptre, aunque su gravedad no se apreció hasta después de la investigación de otro grave accidente.

### Incidente Scotia (1989)
En noviembre de 2010, se informó en Hansard que Sceptre había enganchado las redes del barco pesquero Scotia en noviembre de 1989.

### Accidente de prueba de propulsión (2000)
El 6 de marzo de 2000, Sceptre sufrió un grave accidente mientras se encontraba dentro de un dique seco en los astilleros de Rosyth mientras se sometía a pruebas hacia el final de una reparación importante. La prueba implicó inundar el dique seco y hacer funcionar los motores principales lentamente con vapor suministrado desde la costa. Sin embargo, se usó demasiado vapor y los motores funcionaron a toda velocidad. Sceptre rompió sus amarras y salió disparado de la cuna en la que descansaba. La línea de vapor se rompió, los andamios se doblaron, una grúa fue empujada hacia adelante unos 15 pies y el submarino avanzó unas 20 yardas (18 m) dentro del muelle.

### Regreso al servicio activo (2003)
La investigación sobre la fuga también analizó los problemas del reactor del Sceptre y recomendó que el barco fuera desguazado. En enero de 2002, con el Sceptre aún guardado, el ministro de Defensa Adam Ingram declaró que el problema eran "pequeñas imperfecciones originales de fabricación" en la vasija de presión del reactor. No pudo decir cuánto tiempo llevaría inspeccionar y reparar el problema.  En marzo de 2003, Sceptre dejó Rosyth Dockyard, después de estar reparado durante seis años, para realizar pruebas en el mar; fue el último submarino reacondicionado en Rosyth. A fines de octubre de 2003, Sceptre completó sus pruebas en el mar posteriores a la reparación y volvió al servicio activo.

### Controversia de Gibraltar (2005)
El 3 de febrero de 2005, Sceptre llegó a Gibraltar para realizar reparaciones y esperaba partir dentro de los seis días. Funcionarios británicos aseguraron a funcionarios españoles que el daño está en el sistema de enfriamiento del generador diésel del barco, no en el sistema de propulsión nuclear (el HMS Tireless pasó gran parte de 2000 en Gibraltar reparando una fuga en el sistema de refrigeración de su reactor). No obstante, el ministro de Relaciones Exteriores de España, Miguel Ángel Moratinos, registró la "firme protesta" de España con Jack Straw e insistió en que el Sceptre sea el último submarino británico reparado en Gibraltar. Además, Peter Caruana, de Gibraltar. El Ministro Principal afirmó que el Ministerio de Defensa británico le había informado mal sobre las reparaciones y que se había enterado del verdadero alcance de los problemas de fuentes españolas. Los funcionarios de Londres le habían dicho que las reparaciones eran todas externas, sin mencionar el sistema de refrigeración del generador diésel. El 7 de febrero de 2005, la portavoz militar británica Katherine Purdhoe anunció que se habían completado las reparaciones; el barco partió de Gibraltar el 9 de febrero.

## Destino
El HMS Sceptre fue enviado a las Islas Malvinas para apoyar a la guarnición británica en marzo de 2010, durante la perforación exploratoria de petróleo de Desire Petroleum.
El Sceptre regresó a Devonport por última vez en mayo de 2010 y fue dado de baja el 10 de diciembre de 2010 después de 32 años de servicio. Su ceremonia de desmantelamiento fue presenciada por 450 personas y fue dirigida por el capellán naval real, el reverendo Bernard Clarke; También estuvo presente el alcalde de Wigan, Michael Winstanley, como representante de la ciudad con la que ella estuvo afiliada durante mucho tiempo. A partir de 2020, está atracado en HMNB Devonport, Plymouth, en espera de ser desmantelado.